# Larisa Iltsjenko
Larisa Dmitrijevna Iltsjenko (Russisch: Лариса Дмитриевна Ильченко) (Volgograd, 18 november 1988) is een Russische openwaterzwemster. Ze vertegenwoordigde haar vaderland op de Olympische Zomerspelen 2008 in Peking, China.

## Zwemcarrière
Bij haar internationale debuut, op de WK openwaterzwemmen 2004 in Dubai, Verenigde Arabische Emiraten, veroverde Iltsjenko de wereldtitel op de 5 kilometer. Op de EK kortebaan 2004 in het Oostenrijkse Wenen strandde ze in de series van de 200 en 400 meter vrije slag. Tijdens de WK zwemmen 2005 in Montreal, Canada wist de Russin met succes haar wereldtitel op de 5 kilometer te verdedigen. Op de EK zwemmen 2006 in Boedapest, Hongarije deelde de Russin het brons op de 5 kilometer met de Tsjechische Jana Pechanova, op de 10 kilometer eindigde ze als vijfde. Op de WK openwaterzwemmen 2006 in Napels, Italië veroverde Iltsjenko de wereldtitel op zowel de 5 als de 10 kilometer.

### 2007-heden
Op de WK zwemmen 2007 in Melbourne, Australië legde Iltsjenko beslag op de wereldtitels op de 5 en de 10 kilometer. Op de EK kortebaan 2007 in Debrecen, Hongarije eindigde ze als elfde op de 800 meter vrije slag en werd ze uitgeschakeld in de series van de 200 en de 400 meter vrije slag. Tijdens de WK openwaterzwemmen 2008 in Sevilla, Spanje verdedigde de Russin met succes haar wereldtitels op de 5 en de 10 kilometer, door haar eerste plaats op de 10 kilometer plaatste zij zich voor de Olympische Zomerspelen van 2008 in Peking, China. In China werd Iltsjenko de eerste olympisch kampioene op de 10 kilometer openwaterzwemmen, ze bleef de Britse zwemsters Keri-Anne Payne en Cassandra Patten voor.